# Кодола Надія Романівна
Наді́я Рома́нівна Кодо́ла (у шлюбі Косило, нар. 29 вересня 1988, с. Микуличин, Яремчанська міськрада, Івано-Франківська область) — українська волейболістка, догравальниця. Капітан національної збірної. Переможниця Європейської ліги 2017 року. Чемпіонка Європи серед дівчат до 18 років (2005). Учасниця чотирьох чемпіонатів Європи.

## Життєпис
Батько — великий прихильник волейболу, часто брав участь у місцевих змаганнях.
Розпочала займатися волейболом у 14 років. Суддя з Івано-Франківська Михайло Мельник на одному зі змагань запропонував поїхати до Тернополя, де набирали дівчат 1988 року народження (також потрапили дівчата з Івано-Франківщини — Таня Хилюк, Катя Руденька, Юля Лонюк).
2005 року в Таллінні у складі збірної України стала Чемпіонкою Європи серед дівчат до 18 років.
Грала за «Галичанку» (Тернопіль), «Хіміка» (Южне), Найкращий гравець «Фіналу чотирьох» Кубку України-2015.
Влітку 2015 року уклала контракт із чемпіоном Франції — клубом «Расинг Канни» (фр. Racing Club de Cannes, одна з тренерів — уродженка Тбілісі Вікторія Равва). Серед її партнерок були Вікторія Дельрос і Ольга Савенчук
У сезоні 2018/2019 виступала за клуб «Бухарест». Улітку 2020 року підписала контракт із казахстанським «Жетису». Улітку 2021 року перейшла до іншого казахстанського клубу — «Алтаю». У жовтні її клуб став найсильнішим у розіграші клубної першості Азії. У фіналі її команда здобула перемогу над клубом «Накхонратчасіма» з Таїланду. У переможців найрезультативнішими стали капітан Сана Анаркулова (20 очок) і Надія Кодола (12). У наступному розіграші цього турніру, що відбувся через півроку, «Алтай» поступився у фіналі «Куанишу». Надія Кодола була найрезультативнішою в своєму клубі (26 очок), а в суперників — Карина Денисова (31) і Тетяна Алдошина (23).
Висота, яку досягає у стрибку — 310 см, під час блокування — 300 см.

## Клуби
| Роки      | Команди                 |
| --------- | ----------------------- |
| 2002—2011 | «Галичанка» (Тернопіль) |
| 2011—2015 | «Хімік» (Южне)          |
| 2015—2018 | «Расинг» (Канни)        |
| 2018—2019 | «Бухарест»              |
| 2019—2020 | «Расинг» (Канни)        |
| 2020—2021 | «Жетису» (Талдикорган)  |
| 2021—2022 | «Алтай» (Оскемен)       |
| 2022—2023 | «Болу Беледієспор»      |

## Статистика

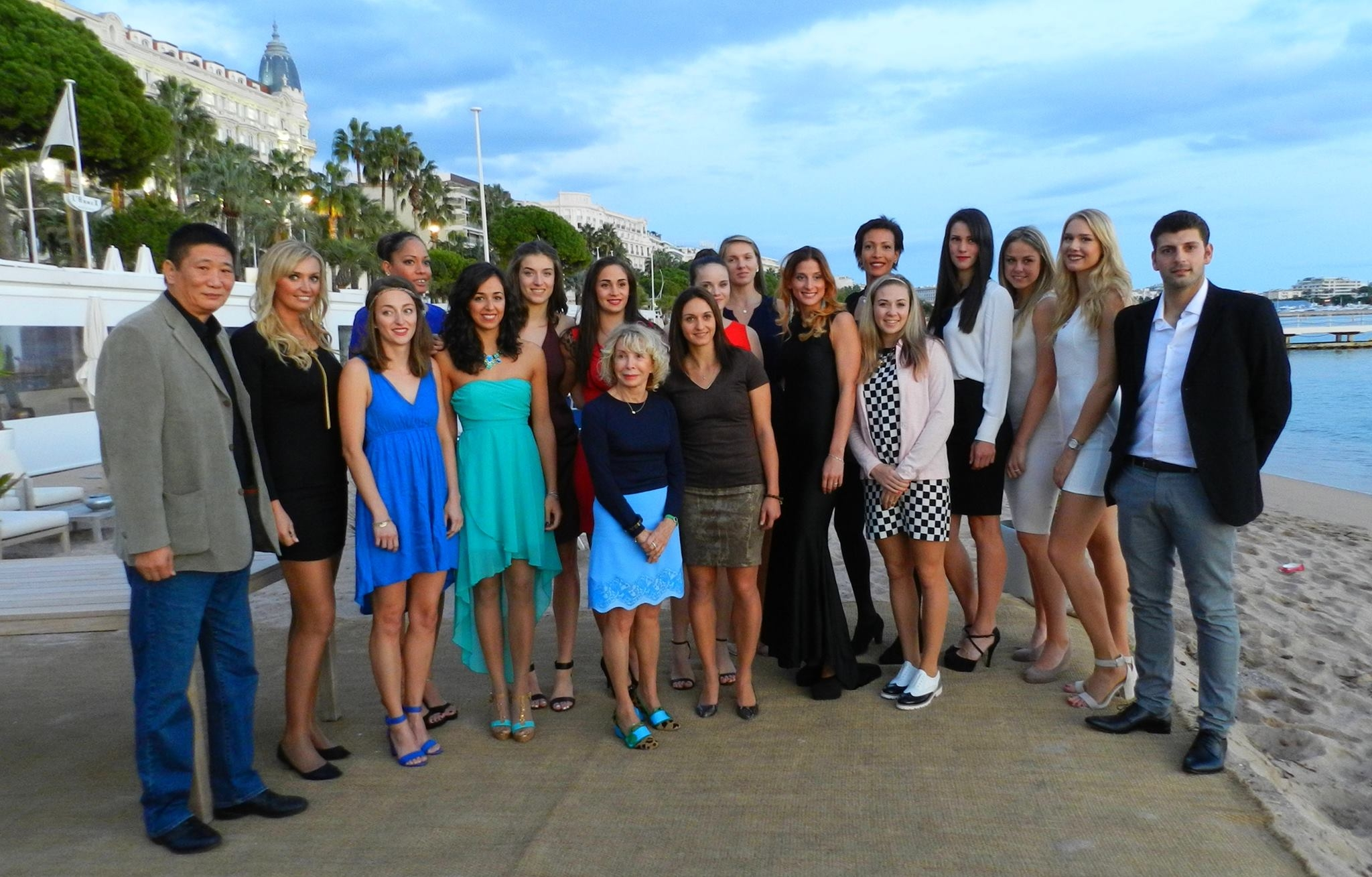
У складі "«Расингу» (Канни, сьома справа, разом з Вікторією Дельрос)

У збірній:
| Турнір                | Фінальний турнір | Фінальний турнір | Фінальний турнір | Фінальний турнір | Відбіркові змагання | Відбіркові змагання | Відбіркові змагання | Відбіркові змагання | Примітки      |
| Турнір                | Ігри             | Сети             | Очки             | Ср.              | Ігри                | Сети                | Очки                | Ср.                 | Примітки      |
| --------------------- | ---------------- | ---------------- | ---------------- | ---------------- | ------------------- | ------------------- | ------------------- | ------------------- | ------------- |
| Чемпіонат Європи 2011 | 3                | 8                | 20               | 2,5              | 6                   | 24                  | 60                  | 2,5                 | [ 10 ]        |
| Олімпійські ігри 2012 | —                | —                | —                | —                |                     |                     |                     |                     | [ 11 ]        |
| Чемпіонат Європи 2013 | —                | —                | —                | —                | 7                   | 26                  | 97                  | 3,73                | [ 12 ]        |
| Чемпіонат світу 2014  | —                | —                | —                | —                | 6                   | 21                  | 72                  | 3,43                | [ 13 ] [ 14 ] |
| Чемпіонат Європи 2015 | —                | —                | —                | —                | 8                   | 28                  | 85                  | 3,04                | [ 15 ]        |
| Євроліга 2017         | 10               | 34               | 151              | 4,44             | —                   | —                   | —                   | —                   | [ 16 ]        |
| Чемпіонат Європи 2017 | 3                | 14               | 57               | 4,07             | 8                   | 29                  | 100                 | 3,45                | [ 17 ]        |
| Євроліга 2018         | 6                | 20               | 84               | 4,20             | —                   | —                   | —                   | —                   | [ 18 ]        |
| Чемпіонат світу 2018  | —                | —                | —                | —                | 5                   | 15                  | 43                  | 2,87                | [ 19 ]        |
| Чемпіонат Європи 2019 | 5                | 17               | 52               | 3,06             | 6                   | 19                  | 77                  | 4,05                | [ 20 ]        |
| Чемпіонат Європи 2021 | 6                | 20               | 54               | 2,70             | 4                   | 15                  | 49                  | 3,27                | [ 21 ]        |
| Всього                | 33               | 113              | 418              | 3,70             | 44                  | 177                 | 583                 | 3,29                |               |

- Ср. — середній показник результативності за один сет.

У міжнародних клубних турнірах (відсутня статистика за «Галичанку»):
| Сезон   | Клуб             | Турнір | Ігри | Сети | Очки | Ср.  | Примітки |
| ------- | ---------------- | ------ | ---- | ---- | ---- | ---- | -------- |
| 2011-12 | «Хімік» (Южне)   | КЄ     | 2    |      |      |      |          |
| 2011-12 | «Хімік» (Южне)   | КВ     | 4    |      |      |      |          |
| 2012-13 | «Хімік» (Южне)   | КЄ     | 2    |      |      |      |          |
| 2012-13 | «Хімік» (Южне)   | КВ     | 6    |      |      |      |          |
| 2013-14 | «Хімік» (Южне)   | КЄ     | 4+4  | 16   | 79   |      | [ 22 ]   |
| 2014-15 | «Хімік» (Южне)   | КЄ     | 2    | 8    | 37   | 4,62 |          |
| 2014-15 | «Хімік» (Южне)   | КВ     | 8    | 22   | 76   | 3,45 |          |
| 2015-16 | «Расинг» (Канни) | ЛЧ     | 6    | 21   | 69   | 3,29 |          |
| 2016-17 | «Расинг» (Канни) | ЛЧ     | 4    | 14   | 49   | 3,50 |          |
| 2018-19 | «Бухарест»       | ЛЧ     | 6    | 20   | 62   | 3,1  |          |
| 2019-20 | «Расинг» (Канни) | ЛЧ     | 6    | 24   | 93   | 3,87 |          |
| Всього  | Всього           | Всього | 54   |      |      |      |          |